# Дом «У Золотобоя»
Дом «У Золотобоя» (чеш. Dům U Zlatotepců) — историческое здание в Праге. Находится в Старом городе, на улице У Раднице, 6. Стоит между домами «У Золотого колокольчика» и «У Зелёной лягушки». Охраняется как памятник культуры Чешской Республики.
Дом имеет романское основание, был перестроен в готическом стиле, затем в поздней готике около 1500 года и в стиле ренессанс. В средние века между ним и домом «У Золотого колокольчика» проходила небольшая аллея, которая соединяла улицу Линхартску со Староместской площадью. В 1840-х годах дом был перестроен в стиле позднего барокко.
Дом четырёхэтажный, на первом этаже — аркада. Этажи здания разделены карнизами, которые над 1-м и 2-м этажами повторяют очертания подоконников.